# Aeropuerto de Londres-Luton
El Aeropuerto de Londres Luton (IATA: LTN, OACI: EGGW), o simplemente Luton, anteriormente llamado Aeropuerto Internacional de Luton, es un aeropuerto a aproximadamente 48 km (30 millas) al noroeste del centro de Londres, junto a la población de Luton, Bedfordshire, autopista M1 de Londres a Luton. Es el cuarto aeropuerto más grande en el área de Londres tras Heathrow, Gatwick y Stansted.

## Historia

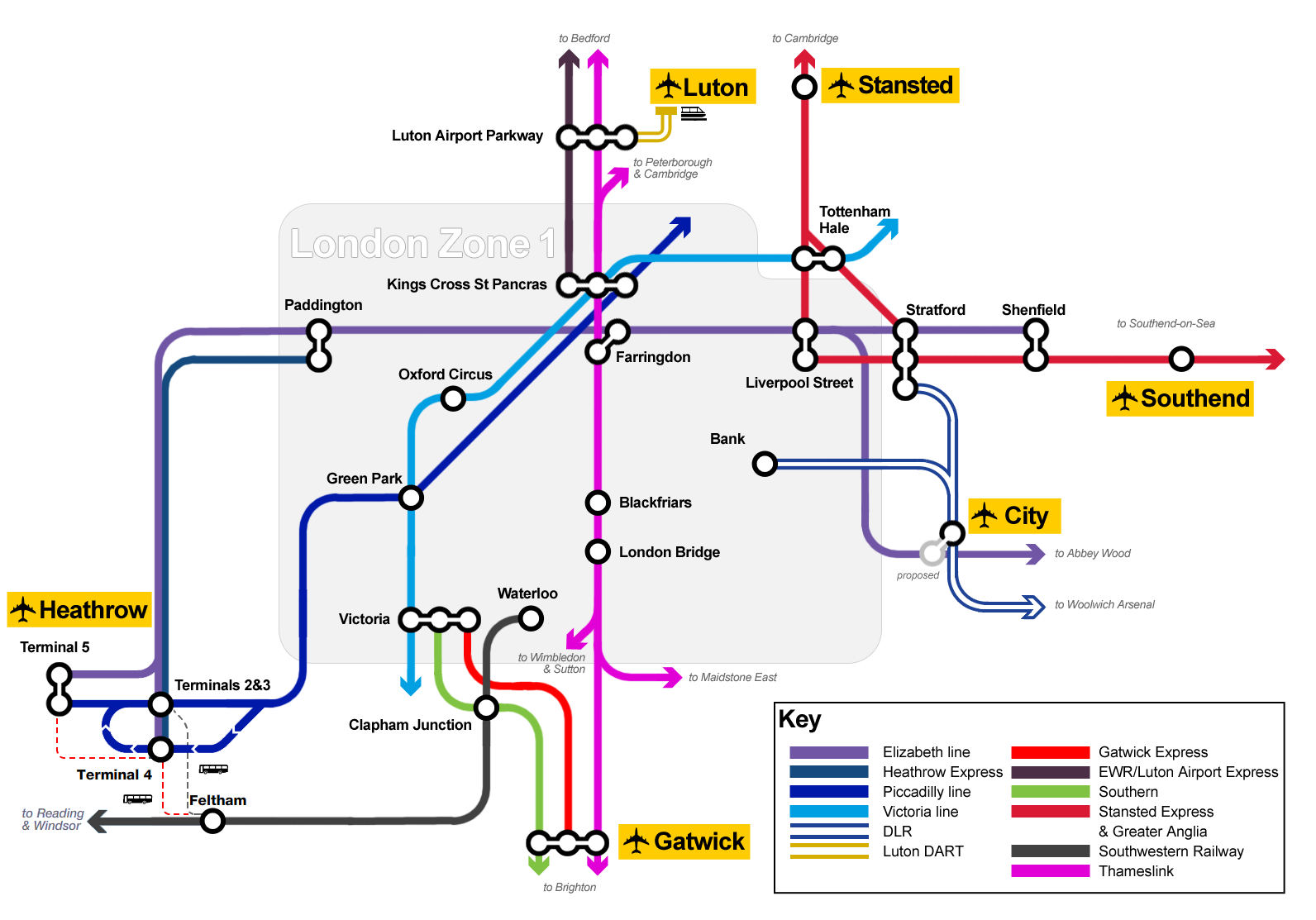
Mapa de las principales conexiones de tren y subte entre los aeropuertos de Londres.

Thameslink es uno de los dos servicios de tren que paran en la Estación Luton Airport Parkway.

East Midlands Railway es la otra empresa que provee un servicio ferroviario al aeropuerto.

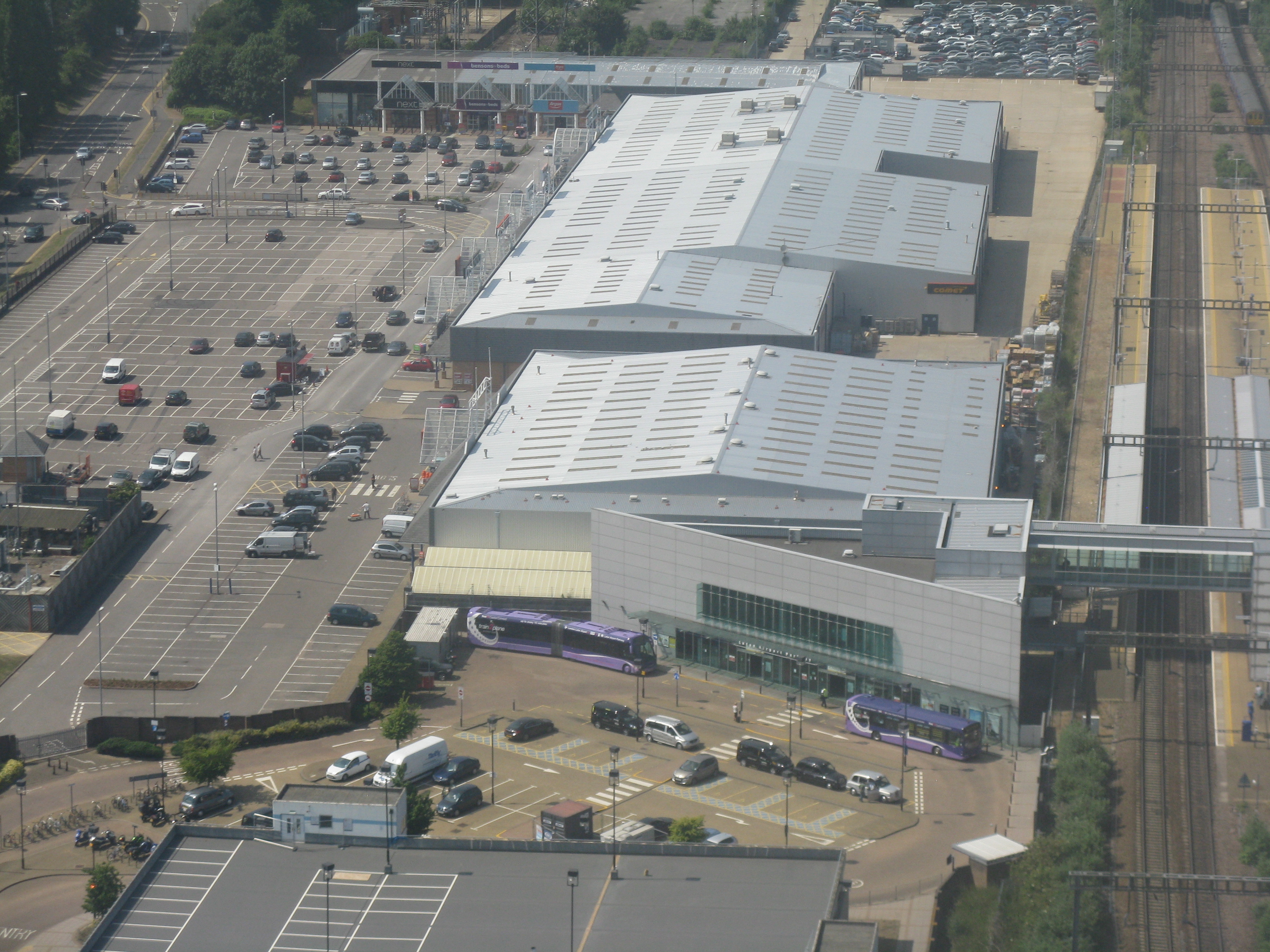
La Estación Luton Airport Parkway queda a una milla de la terminal (diez minutos en autobús de enlace cada diez minutos entre 05:00 y 24:00).

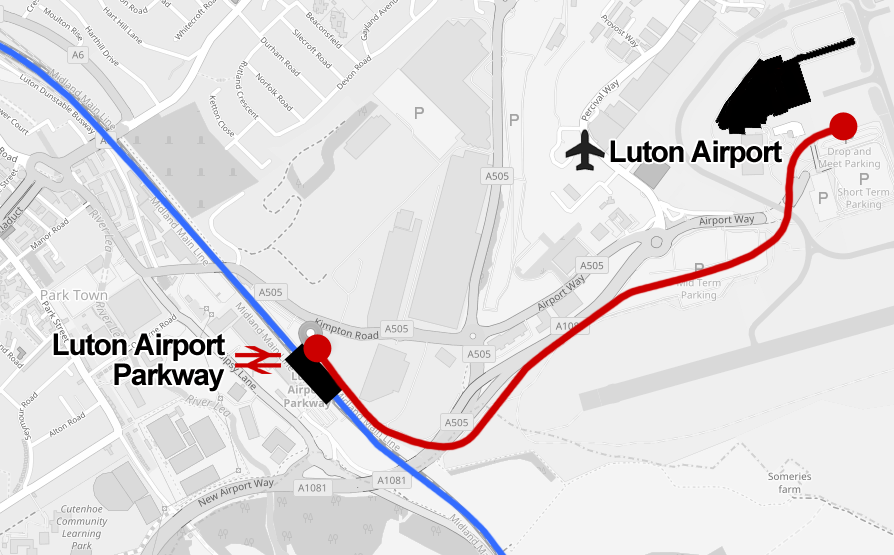
El autobús de enlace comienza a ser reemplazado por el Luton DART.

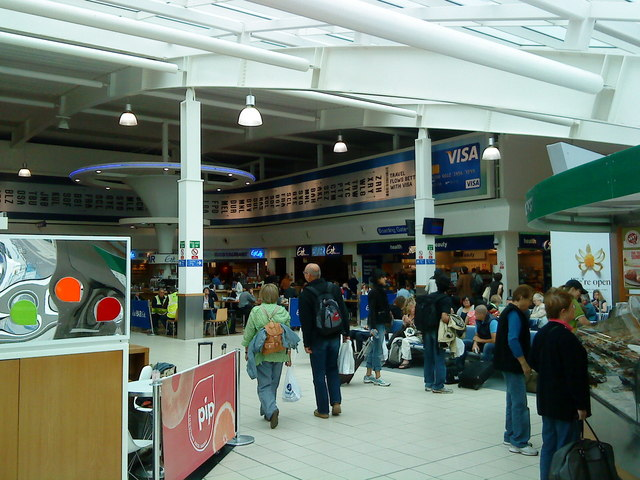
Interior de la terminal en junio de 2010. En 2018 fue expandida un 50%, con 1000 asientos adicionales.

El aeropuerto fue abierto en el lugar el 16 de julio de 1938 por el entonces Secretario de Estado para el Aire Kingsley Wood. Durante la Segunda Guerra Mundial fue usado como base para cazas de la RAF.
Después de la guerra el terreno se devolvió al ayuntamiento que continuó la actividad del aeropuerto, ahora en forma comercial; se constituyó como la base para cuatro operadores como Euravia (actualmente TUI AG) y Monarch Airlines. En 1972, el Aeropuerto de Luton era el más rentable del país. El aeropuerto sufrió un fuerte revés en agosto de 1974 cuando Clarksons quebró.
Durante los siguientes quince años se llevó a cabo un proceso de reconstrucción, incluyendo la apertura de una nueva terminal internacional en 1985. Fue en estas fechas cuando Ryanair empezó a volar de Luton a Irlanda. En 1990 el aeropuerto fue renombrado Londres Luton para incrementar su prestigio a los ojos de los visitantes extranjeros, los cuales usarían los aeropuertos de Heathrow o Gatwick al no darse cuenta de que Luton está bastante cerca de Londres. En 1991 Ryanair transfirió sus operaciones a Stansted, lo que resultó en la disminución de su importancia en la red de transportes británica. Esta tendencia se revirtió por completo a finales de los 90 con la introducción de vuelos charter para Airtours y las nuevas compañías de bajo coste como Debonair o easyJet; esta última hizo de Luton su base de operaciones. Una estación de ferrocarril, Luton Airport Parkway fue construida para unir el aeropuerto con la estación de St Pancras de Londres y hacia el norte con la Midland Main Line, y también con las rutas del Thameslink hacia el norte a Bedford y al sur a St Albans, Londres, Wimbledon, Sutton, Gatwick y Brighton. Un servicio gratuito de autobús lanzadera conecta la estación con el aeropuerto.
En la actualidad, Aer Arann, BA Connect, Helios Airways, Swe Fly y las líneas de bajo coste EasyJet, Wizzair, FlyBe, Helvética, Monarch Scheduled y Ryanair vuelan a Luton desde más de 50 destinos. Britannia Airways First Choice Airlines, Thomas Cook Airlines, Sun Express y Monarch Airlines vuelan servicios charter desde Luton. DHL y Streamline están entre los operadores más frecuentes de vuelos de carga y los reactores de negocios también son una importante parte de los usuarios del aeropuerto.
Una ampliación importante del edificio de la terminal abrió en julio de 2005. En 2005 el número de pasajeros total en Luton se incrementó en un 21,5% para totalizar 9,135 millones, convirtiéndolo en el sexto aeropuerto más importante del Reino Unido.
En 2004 se anunció una ampliación de las instalaciones, incluyendo una ampliación de la pista. 
En la actualidad Aena es el socio mayoritario del aeropuerto con el 51% de las acciones.

## Aerolíneas y destinos

### Pasajeros

#### Destinos internacionales
| Ciudades por países        | Nombre del aeropuerto                          | Aerolíneas                              | Aeronaves           | Frecuencias semanales |
| Europa                     | Europa                                         | Europa                                  | Europa              | Europa                |
| -------------------------- | ---------------------------------------------- | --------------------------------------- | ------------------- | --------------------- |
| Alemania                   |                                                |                                         |                     |                       |
| Berlín                     | Aeropuerto de Berlín-Brandeburgo Willy Brandt  | easyJet                                 | A3xx                |                       |
| Dortmund                   | Aeropuerto de Dortmund                         | easyJet                                 | A3xx                |                       |
| España                     |                                                |                                         |                     |                       |
| Alicante                   | Aeropuerto de Alicante-Elche                   | easyJet Ryanair Wizz Air UK             | A3xx B737 A32x      |                       |
| Barcelona                  | Aeropuerto Josep Tarradellas Barcelona-El Prat | easyJet Ryanair                         | A3xx B737           |                       |
| Fuerteventura              | Aeropuerto de Fuerteventura                    | easyJet Ryanair TUI Airways Wizz Air UK | A3xx B737 B7x7 A32x |                       |
| Gerona                     | Aeropuerto de Gerona                           | Ryanair                                 | B737                |                       |
| Gran Canaria               | Aeropuerto de Gran Canaria                     | easyJet Ryanair TUI Airways Wizz Air UK | A3xx B737 B7x7 A32x |                       |
| Ibiza                      | Aeropuerto de Ibiza                            | easyJet TUI Airways                     | A3xx B7x7           |                       |
| Lanzarote                  | Aeropuerto César Manrique Lanzarote            | easyJet Ryanair TUI Airways Wizz Air UK | A3xx B737 B7x7 A32x |                       |
| Madrid                     | Aeropuerto Adolfo Suárez Madrid-Barajas        | easyJet Iberia                          | A3xx                |                       |
| Málaga                     | Aeropuerto de Málaga-Costa del Sol             | easyJet Ryanair TUI Airways Wizz Air UK | A3xx B737 B7x7 A32x |                       |
| Menorca                    | Aeropuerto de Menorca                          | easyJet TUI Airways                     | A3xx B7x7           |                       |
| Murcia                     | Aeropuerto Internacional Región de Murcia      | Ryanair                                 | B737                |                       |
| Palma de Mallorca          | Aeropuerto de Palma                            | easyJet TUI Airways Wizz Air UK         | A3xx B7x7 A32x      |                       |
| Reus-Tarragona             | Aeropuerto de Reus                             | easyJet                                 | A3xx                |                       |
| Sevilla                    | Aeropuerto de Sevilla                          | easyJet                                 | A3xx                |                       |
| Tenerife                   | Aeropuerto de Tenerife Sur                     | easyJet Ryanair TUI Airways             | A3xx B737 B7x7      |                       |
| Valencia                   | Aeropuerto de Valencia                         | easyJet Wizz Air UK                     | A3xx A32x           |                       |
| Irlanda                    |                                                |                                         |                     |                       |
| Cork                       | Aeropuerto de Cork                             | Ryanair                                 | B737                |                       |
| Dublín                     | Aeropuerto de Dublín                           | Ryanair                                 | B737                |                       |
| Kerry                      | Aeropuerto de Kerry                            | Ryanair                                 | B737                |                       |
| Knock                      | Aeropuerto de Irlanda Oeste-Knock              | Ryanair                                 | B737                |                       |
| Islandia                   |                                                |                                         |                     |                       |
| Keflavik-Reikiavik         | Aeropuerto Internacional de Keflavík           | easyJet Wizz Air UK                     | A3xx A32x           |                       |
| Francia                    |                                                |                                         |                     |                       |
| Beziers                    | Aeropuerto de Béziers-Vias                     | Ryanair                                 | B737                |                       |
| Burdeos                    | Aeropuerto de Burdeos-Mérignac                 | easyJet                                 | A3xx                |                       |
| Lyon                       | Aeropuerto de Lyon-Saint Exupéry               | easyJet                                 | A3xx                |                       |
| Marsella                   | Aeropuerto de Marsella-Provenza                | easyJet                                 | A3xx                |                       |
| Nantes                     | Aeropuerto de Nantes Atlantique                | easyJet                                 | A3xx                |                       |
| Nimes                      | Aeropuerto de Nimes Garons                     | Ryanair                                 | B737                |                       |
| Niza                       | Aeropuerto Internacional de Niza-Costa Azul    | easyJet                                 | A3xx                |                       |
| París                      | Aeropuerto de París-Charles de Gaulle          | easyJet                                 | A3xx                |                       |
| Toulouse                   | Aeropuerto de Toulouse-Blagnac                 | easyJet                                 | A3xx                |                       |
| Países Bajos               |                                                |                                         |                     |                       |
| Ámsterdam                  | Aeropuerto de Ámsterdam-Schiphol               | easyJet LEVEL Vueling                   | A3xx A330-202 A3xx  |                       |
| Portugal                   |                                                |                                         |                     |                       |
| Faro                       | Aeropuerto de Faro                             | easyJet Ryanair TUI Airways Wizz Air UK | A3xx B737 B7x7 A32x |                       |
| Funchal                    | Aeropuerto de Madeira                          | TUI Airways                             | B7x7                |                       |
| Lisboa                     | Aeropuerto de Lisboa                           | easyJet Wizz Air UK                     | A3xx A32z           |                       |
| Oporto                     | Aeropuerto de Oporto-Francisco Sá Carneiro     | easyJet                                 | A3xx                |                       |
| Suiza / Francia / Alemania |                                                |                                         |                     |                       |
| Mulhouse                   | Aeropuerto de Basilea-Mulhouse-Friburgo        | easyJet                                 | A3xx                |                       |
| Suiza                      |                                                |                                         |                     |                       |
| Ginebra                    | Aeropuerto Internacional de Ginebra            | easyJet                                 | A3xx                |                       |
| Zúrich                     | Aeropuerto Internacional de Zúrich             | easyJet                                 | A3xx                |                       |

### Carga
| Ciudad        | Nombre del aeropuerto            | Aerolíneas    |
| Internacional | Internacional                    | Internacional |
| ------------- | -------------------------------- | ------------- |
| Países Bajos  |                                  |               |
| Ámsterdam     | Aeropuerto de Ámsterdam-Schiphol | MNG Airlines  |

## Estadísticas del aeropuerto

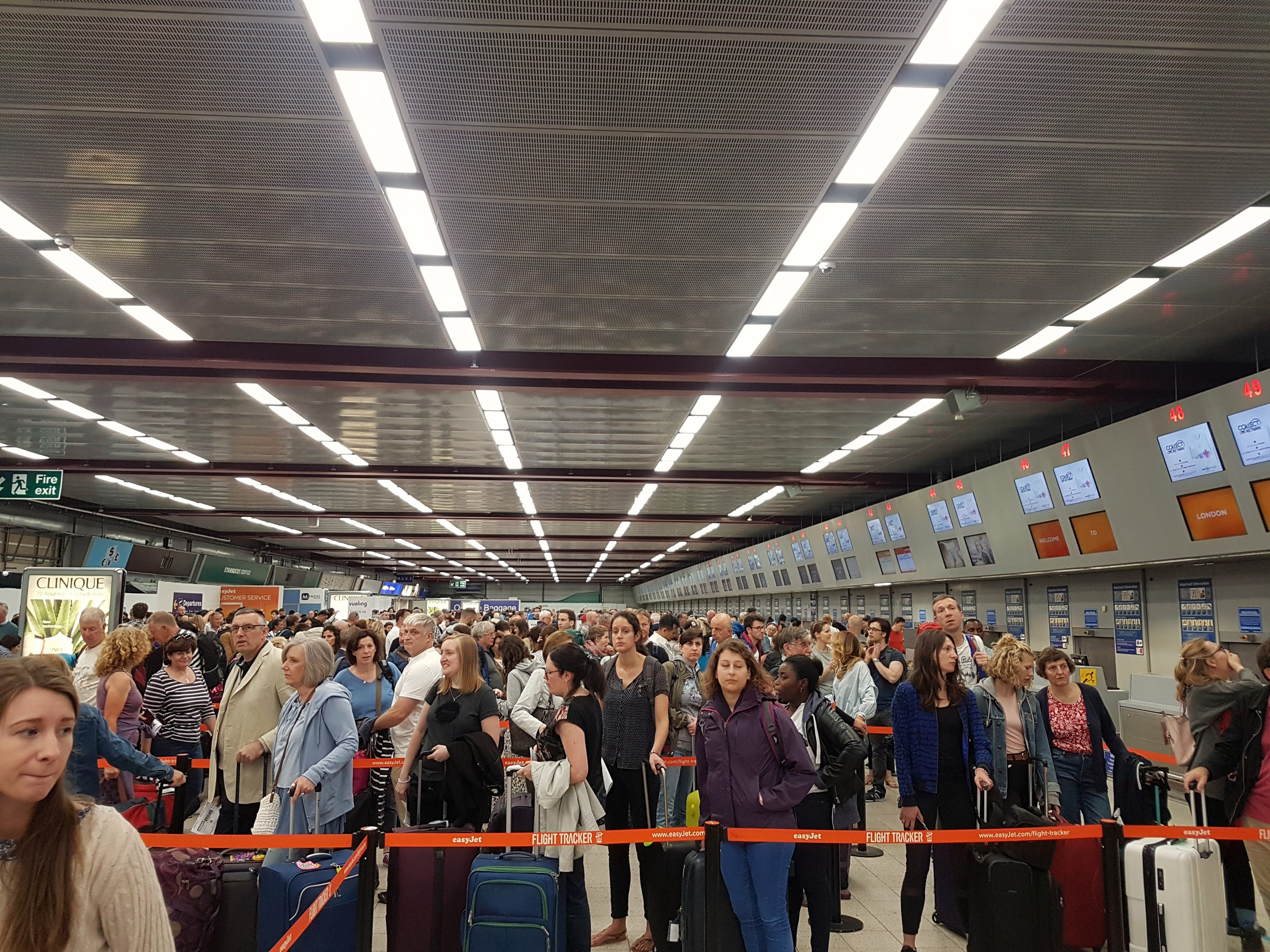
Facturación de easyJet a las 6AM en junio del 2018.

Ver fuente y consulta Wikidata.
|                                                 | Número de pasajeros | Número de movimientos | Carga (toneladas) |
| ----------------------------------------------- | ------------------- | --------------------- | ----------------- |
| 1997                                            | 3,238,458           | 63,586                | 21,354            |
| 1998                                            | 4,132,818           | 70,667                | 25,654            |
| 1999                                            | 5,284,810           | 79,423                | 23,224            |
| 2000                                            | 6,190,499           | 84,745                | 32,992            |
| 2001                                            | 6,555,155           | 83,707                | 23,070            |
| 2002                                            | 6,486,770           | 80,924                | 20,459            |
| 2003                                            | 6,797,175           | 85,302                | 22,850            |
| 2004                                            | 7,535,614           | 94,379                | 26,161            |
| 2005                                            | 9,147,776           | 107,892               | 23,108            |
| 2006                                            | 9,425,908           | 116,131               | 17,993            |
| 2007                                            | 9,927,321           | 120,238               | 38,095            |
| 2008                                            | 10,180,734          | 117,859               | 40,518            |
| 2009                                            | 9,120,546           | 98,736                | 28,643            |
| 2010                                            | 8,738,717           | 94,575                | 28,743            |
| 2011                                            | 9,513,704           | 97,574                | 27,905            |
| 2012                                            | 9,617,697           | 96,797                | 29,635            |
| 2013                                            | 9,697,944           | 95,763                | 29,074            |
| 2014                                            | 10,484,938          | 101,950               | 27,414            |
| 2015                                            | 12,279,176          | 116,412               | 28,041            |
| 2016                                            | 14,551,774          | 131,536               | 25,464            |
| 2017                                            | 15,799,219          | 135,538               | 21,199            |
| 2018                                            | 16,581,850          | 136,511               | 26,193            |
| Fuente: United Kingdom Civil Aviation Authority |                     |                       |                   |

| Puesto | Aeropuerto            | Pasajeros | Variación % |
| ------ | --------------------- | --------- | ----------- |
| 1      | Bucarest              | 457.368   | 100,3%      |
| 2      | Ámsterdam             | 414.313   | 705,7%      |
| 3      | Málaga                | 381.189   | 198,1%      |
| 4      | Budapest              | 363.070   | 160,1%      |
| 5      | Tel Aviv–Ben Gurión   | 360.729   | 675,1%      |
| 6      | Varsovia–Chopin       | 342.471   | 176,1%      |
| 7      | Dublín                | 328.568   | 286,1%      |
| 8      | Belfast–Internacional | 323.881   | 99,1%       |
| 9      | Cracovia              | 304.450   | 205,4%      |
| 10     | Palma de Mallorca     | 295.609   | 214,3%      |